# Microfilistata tyshchenkoi
Microfilistata tyshchenkoi är en spindelart som beskrevs av Sergei Zonstein 1990. Microfilistata tyshchenkoi ingår i släktet Microfilistata och familjen Filistatidae. Inga underarter finns listade i Catalogue of Life.